# کوچو هانکا
کوچو هانکا (به اسپانیایی: K'uchu Hanka) یک کوه در پرو است که در Peru, Huánuco Region واقع شده‌است. کوچو هانکا ۴٬۹۲۵ متر بالاتر از سطح دریا واقع شده‌است.